# Polygala semialata
Polygala semialata là một loài thực vật có hoa trong họ Polygalaceae. Loài này được S. Watson miêu tả khoa học đầu tiên năm 1882.